# Димитър Байлов
Димитър Димитров Ба̀йлов (19 септември 1900 — 11 септември 1991) е български агроном-агробиолог и обществен деец, член-кореспондент на Българска академия на науките.

## Биография
Роден е във Ветрен на 19 септември 1900 г. През 1926 г. завършва агрономство в Йена, Германия. В периода 1927-1939 г. работи в няколко опитни станции по тютюн. От 1939 до 1947 г. е главен инспектор и началник на отдел в Министерство на земеделието. От 1946 г. е професор и завеждащ катедрата по тютюнознание във Висшия селскостопански институт в Пловдив. От 1952 г. е старши научен сътрудник, професор от 1960 г. и завеждащ секция в Института по генетика и селекция на растенията при Селскостопанската академия. През 1946 г. е избран за член-кореспондент на Чехословашката земеделска академия. От 1962 г. е член-кореспондент на Академията на селскостопанските науки, а от 1971 г. е член-кореспондент на Българска академия на науките. Димитър Байлов създава над 20 сорта тютюн, 3 типа тютюневи сушилни и тютюнонизачна машина.
Почива на 11 септември 1991 г.

## Трудове
Димитър Байлов е автор на редица трудове свързани с тютюнопроизводството:
- „Сушене на тютюна. Сушила и сушилни в Югозападна България“ (1932)
- „Тютюн“, в съавторство с Методи Попов (1951)
- „Резултати от изследвания върху един нов метод за получаване на хибридно семе при тютюна“ (1961)[2]
- "Изследвания върху сортовия състав на тютюните в Дупнишко", Неврокоп, 1934 година